# 완첸
완첸(중국어 간체자: 万茜, 정체자: 萬茜, 병음: Wàn Qiàn, 한자음: 만천, 1982년 5월 14일~)은 중화인민공화국의 배우이다.

## 출연작

### 드라마
- 2013년 후난위성텔레비전 금응독파극장 《소아난양》 - 지엔아이 역
- 2013년 후난위성텔레비전 금응독파극장 《화비화무비무》- 바이하이화 역
- 2013년 장쑤 위성 텔레비전 행복극장 《특종병지화봉황》 - 안란 역
- 2014년 CCTV-1 제일특약극장 《십송홍군》 - 다이란 역
- 2015년 CCTV-8 황금강당극장 《천생요완미》 - 지앙단천 역
- 2016년 장쑤 위성 텔레비전 행복극장 《호선생》 - 쉬리 역
- 2017년 CCTV-8 황금강당극장 《장혼인진행도저》 - 강이단 역
- 2017년 후난위성텔레비전 금응독파극장 《렵장》 - 슝칭춘 역
- 2017년 베이징 텔레비전 품질극장 《대당영요》 - 독고정요 역
- 2017년 베이징 텔레비전 품질극장 《대당영요 2》 - 독고정요 역
- 2017년 텐센트 웹드라마 《구주해상목운기》 - 남고월리 역
- 2018년 텐센트 웹드라마 《삼국기밀 : 한헌제전》 - 복황후 역
- 2018년 베이징 텔레비전 품질극장 《탈신》 - 황리원 역
- 2020년 동방 위성 텔레비전 동방극장 《신세계》 - 티엔단 역
- 2022년 유쿠 웹드라마 《정외》 - 천만 역
- 2022년 CCTV-8 황금강당극장 《천재기본법》 - 치엔치엔 역
- 2022년 장쑤 위성 텔레비전 행복극장 《간언적하동》 - 지엔옌 역
- 2022년 CCTV-1 제일특약극장 《현위대원》 - 차오마이 역
- 2023년 후난위성텔레비전 금응독파극장 《여사적품격》 - 야오웨이 역
- 2023년 《잠행자》 - 쑤야루 역

### 영화
- 2021년 《엔드게임: 나는 킬러다》 - 리샹 역